# Uyên Hưng
Uyên Hưng là một phường thuộc thành phố Tân Uyên, tỉnh Bình Dương, Việt Nam.

## Địa lý
Phường Uyên Hưng nằm ở phía đông bắc thành phố Tân Uyên, bên hữu ngạn sông Đồng Nai, có vị trí địa lý:
- Phía đông và phía bắc giáp huyện Bắc Tân Uyên
- Phía tây giáp phường Tân Hiệp và phường Hội Nghĩa
- Phía nam giáp tỉnh Đồng Nai và phường Khánh Bình, xã Bạch Đằng.

Phường Uyên Hưng có diện tích 33,34 km², dân số năm 2021 là 52.873 người, mật độ dân số đạt 1.586 người/km².

## Hành chính
Phường Uyên Hưng được chia thành 7 khu phố: 1, 3, 4, 5, 6, 7, 8.

## Lịch sử
Phường Uyên Hưng trước đây là thị trấn Uyên Hưng, thị trấn huyện lỵ của huyện Tân Uyên, tỉnh Bình Dương.
Thị trấn Uyên Hưng được thành lập vào ngày 29 tháng 8 năm 1994 trên cơ sở hợp nhất hai xã Phú Hưng và Tân Phú cũ.
Ngày 1 tháng 11 năm 2012, Bộ Xây dựng ban hành Quyết định số 1007/QĐ-BXD về việc công nhận thị trấn Uyên Hưng mở rộng là đô thị loại IV.
Ngày 29 tháng 12 năm 2013, Chính phủ ban hành Nghị quyết số 136/NQ-CP về việc thành lập hai thị xã Bến Cát và Tân Uyên thuộc tỉnh Bình Dương. Theo đó, thành lập phường Uyên Hưng thuộc thị xã Tân Uyên trên cơ sở toàn bộ diện tích và dân số của thị trấn Uyên Hưng.
Sau khi thành lập, phường Uyên Hưng có 3.368,53 ha diện tích tự nhiên, dân số là 19.439 người.